# 夢幻樂園 (聖巴巴拉縣)

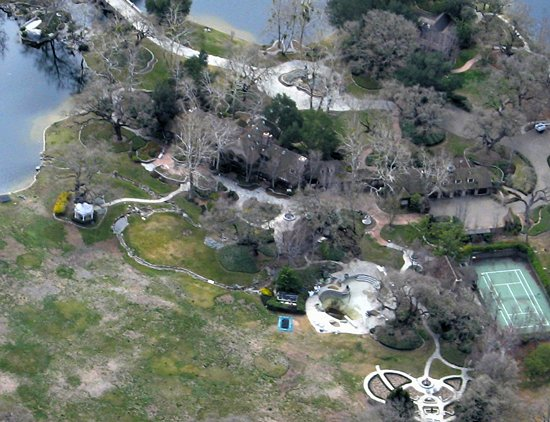
南部住宅區（2008二月）

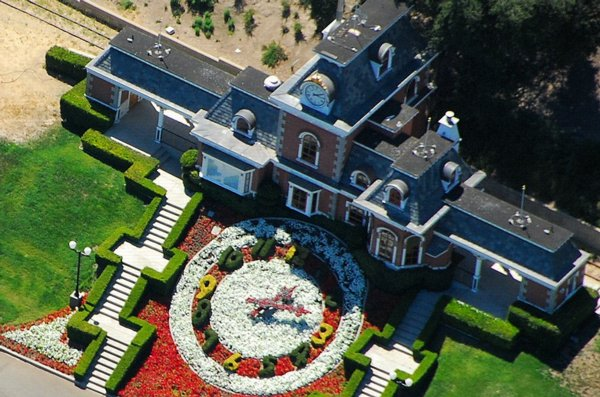
火車站（2009七月）

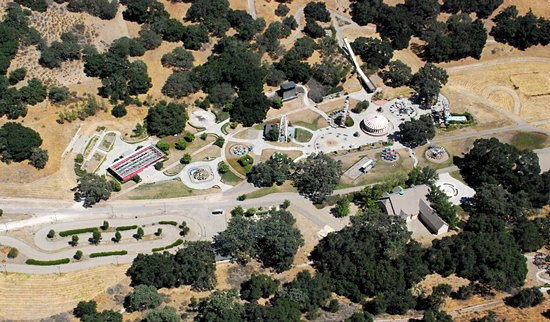
機動遊戲機（2008八月）

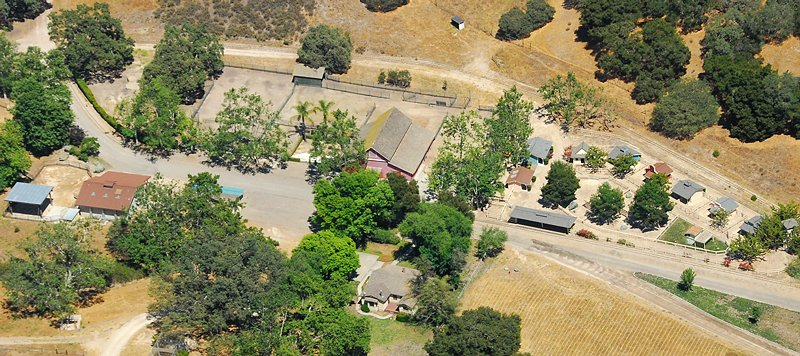
動物園（2009七月）

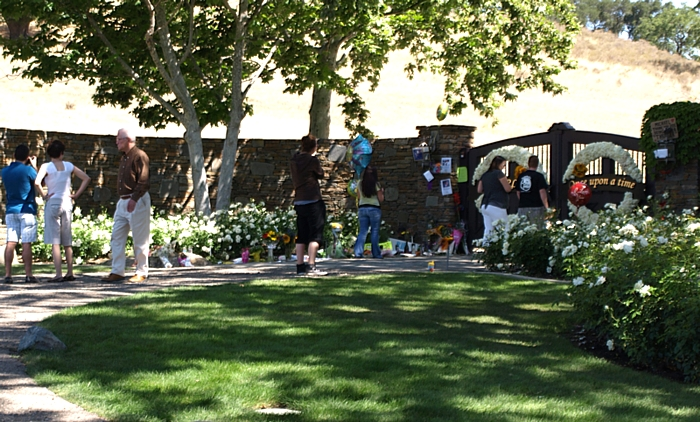
支持者在米高·積遜亡後不久參加園外設置的臨時悼念會

夢幻樂園（或作夢幻莊園）是美國加州聖巴巴拉縣的已發展物業，曾經是美國巨星米高·積遜的居所。
樂園位於洛斯奧利佛斯（Los Olivos）以北8公里、Santa Ynez以北13公里，佔地超過11平方公里。樂園附近的土地原為牧場，現時已變為葡萄園。此產業是向高爾夫球場企業家William Bone購入的。
樂園於1988年啟用，作為米高·積遜的私家遊樂園和住所，但現在已停止運作。樂園內包括一個動物園和一個主題公園，有摩天輪、旋轉木馬等遊戲設施。名字來源是小飛俠彼得潘故事內的夢幻島（Neverland），當地的孩童永不會長大。